# Lliga soviètica de futbol de la temporada 1991
La Lliga soviètica de futbol de la temporada 1991 (rus: Чемпионат СССР по футболу 1991 (высшая лига)) fou l'edició número 55 de la lliga soviètica de futbol, així com la darrera. Un total de setze equips van participar en la lliga, dotze d'ells hi van participar la temporada 1990 mentre que els quatre restants van ascendir de la segona categoria soviètica a causa de les retirades. Els representants dels estats bàltics i Geòrgia van optar per no participar en la competició.
La temporada va començar el 10 de març i va durar fins al 2 de novembre de 1991. La temporada va ser guanyada pel PFC CSKA Moscou, que alhora també va guanyar la competició de la Copa Soviètica. La culminació de la temporada es va produir en les darreres rondes, quan l'equip de l'exèrcit va aconseguir superar l'Spartak Moscou, ja que quan faltaven quatre rondes per a la temporada, l'Spartak liderava la taula un punt per davant del CSKA, amb una golejada recent al Dynamo de Moscou per 7 a 1.
Un cop acabada la temporada, cap club va descendir i 12 dels seus 16 participants van formar la base per a les competicions russes o ucraïneses, mentre que els altres quatre participants es van incorporar a les seves pròpies lligues nacionals de nova creació. Si la Unió Soviètica s'hagués mantingut intacta, el Metalist Kharkiv i el Lokomotiv Moscou haurien estat relegats a la Primera Lliga Soviètica per a la propera temporada, mentre que el FC Rotor Volgograd i el FC Tiligul Tiraspol haurien ascendit a la Lliga Superior el 1992.

## Equips participants

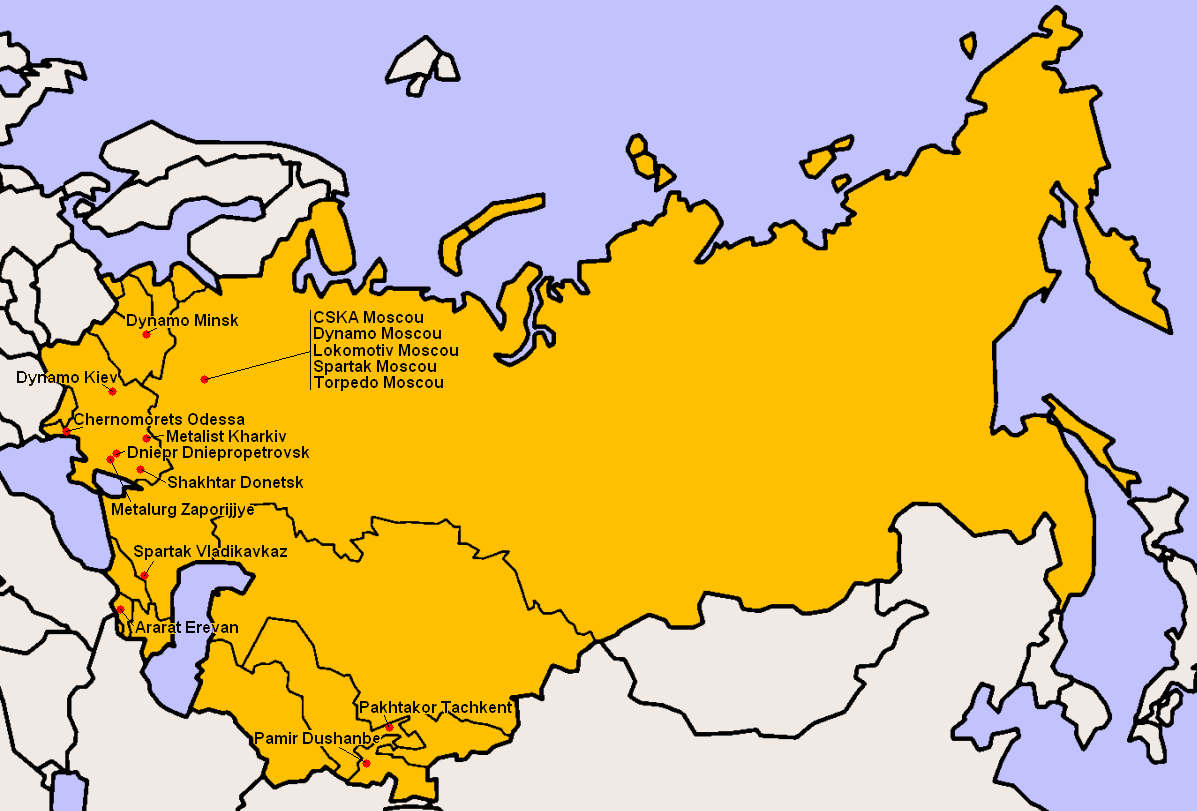
Equips participants la temprada 1991.

## Classificació final
Font:
| No | Club                  | PJ | PG | PE | PP | GF-GC | Pts | República           | Notes                     |
| -- | --------------------- | -- | -- | -- | -- | ----- | --- | ------------------- | ------------------------- |
| 1  | CSKA Moscou           | 30 | 17 | 9  | 4  | 57-32 | 43  | RFSS de Rússia      | Campió, Lliga de Campions |
| 2  | Spartak Moscou        | 30 | 17 | 7  | 6  | 57-30 | 41  | RFSS de Rússia      | Recopa d'Europa           |
| 3  | Torpedo Moscou        | 30 | 13 | 10 | 7  | 36-20 | 36  | RFSS de Rússia      | Copa de la UEFA           |
| 4  | Chornomorets Odessa   | 30 | 10 | 16 | 4  | 39-24 | 36  | RSS d'Ucraïna       |                           |
| 5  | Dynamo Kíev           | 30 | 13 | 9  | 8  | 43-34 | 35  | RSS d'Ucraïna       |                           |
| 6  | Dinamo Moscou         | 30 | 12 | 7  | 11 | 43-42 | 31  | RFSS de Rússia      | Copa de la UEFA           |
| 7  | Ararat Erevan         | 30 | 11 | 7  | 12 | 29-36 | 29  | RSS d'Armènia       |                           |
| 8  | Dinamo Minsk          | 30 | 9  | 11 | 10 | 29-31 | 29  | RSS de Belarús      |                           |
| 9  | Dnipro Dnipropetrovsk | 30 | 9  | 10 | 11 | 31-36 | 28  | RSS d'Ucraïna       |                           |
| 10 | Pamir Dushanbe        | 30 | 7  | 13 | 10 | 28-32 | 27  | RSS del Tadjikistan |                           |
| 11 | Spartak Vladikavkaz   | 30 | 9  | 8  | 13 | 33-41 | 26  | RFSS de Rússia      | Ascendit el 1990          |
| 12 | Xakhtar Donetsk       | 30 | 6  | 14 | 10 | 33-41 | 26  | RSS d'Ucraïna       |                           |
| 13 | Metalurg Zaporíjia    | 30 | 9  | 7  | 14 | 27-38 | 25  | RSS d'Ucraïna       | Ascendit el 1990          |
| 14 | Pakhtakor Taixkent    | 30 | 9  | 7  | 14 | 37-45 | 25  | RSS de l'Uzbekistan | Ascendit el 1990          |
| 15 | Metalist Khàrkiv      | 30 | 8  | 9  | 13 | 32-43 | 25  | RSS d'Ucraïna       |                           |
| 16 | Lokomotiv Moscou      | 30 | 5  | 7  | 17 | 18-47 | 18  | RFSS de Rússia      | Ascendit el 1990          |

Després d'aquesta temporada, la Federació de l'URSS desaparegué, juntament amb la Unió Soviètica i cada equip ingressà a la lliga dels nous estats creats.

## Resultats
| Casa \ Fora           | ARA | CHO | CSK | DNE | DYK | DMN | DMO | LOK | MKH | MZA | PAK | PAM | SHA | SPA | SPV | TOR |
| --------------------- | --- | --- | --- | --- | --- | --- | --- | --- | --- | --- | --- | --- | --- | --- | --- | --- |
| Ararat Erevan         |     | 0–0 | 0–1 | 1–0 | 1–1 | 1–0 | 1–1 | 1–0 | 2–1 | 2–0 | 2–1 | 2–1 | 2–1 | 2–1 | 2–0 | 0–0 |
| Chornomorets Odessa   | 5–0 |     | 1–1 | 0–0 | 0–1 | 1–1 | 3–0 | 1–0 | 0–0 | 3–0 | 2–0 | 1–0 | 1–1 | 1–1 | 1–3 | 2–1 |
| CSKA Moscou           | 2–1 | 4–3 |     | 1–0 | 0–0 | 3–1 | 1–0 | 5–1 | 4–0 | 4–0 | 3–1 | 2–1 | 3–4 | 0–1 | 2–1 | 3–1 |
| Dnipro Dnipropetrovsk | 1–0 | 1–1 | 2–2 |     | 1–1 | 1–1 | 1–0 | 2–0 | 3–0 | 1–0 | 1–3 | 1–2 | 3–1 | 0–2 | 1–1 | 0–0 |
| Dynamo Kíev           | 4–3 | 0–1 | 2–2 | 2–0 |     | 3–1 | 2–1 | 2–0 | 1–1 | 1–0 | 3–3 | 2–0 | 0–0 | 2–3 | 2–1 | 1–3 |
| Dinamo Minsk          | 0–0 | 0–0 | 0–1 | 4–1 | 2–2 |     | 1–0 | 1–0 | 0–0 | 2–0 | 2–1 | 2–2 | 3–0 | 1–0 | 0–1 | 0–0 |
| Dinamo Moscou         | 1–0 | 1–1 | 1–2 | 6–2 | 1–0 | 1–1 |     | 6–1 | 2–1 | 1–1 | 3–1 | 0–0 | 1–1 | 1–1 | 3–1 | 1–4 |
| Lokomotiv Moscou      | 0–0 | 0–0 | 1–3 | 0–2 | 1–2 | 2–0 | 1–0 |     | 0–0 | 2–0 | 2–1 | 2–0 | 0–0 | 0–2 | 1–2 | 0–2 |
| Metalist Khàrkiv      | 0–1 | 3–1 | 3–2 | 1–1 | 0–2 | 0–0 | 0–1 | 3–1 |     | 3–1 | 3–1 | 0–0 | 2–2 | 1–3 | 2–0 | 0–2 |
| Metalurg Zaporozhye   | 1–1 | 1–4 | 0–0 | 3–2 | 2–1 | 2–1 | 2–0 | 3–0 | 0–1 |     | 3–0 | 2–0 | 0–0 | 2–1 | 2–0 | 0–0 |
| Pakhtakor Taixkent    | 3–1 | 0–0 | 0–0 | 1–2 | 2–0 | 1–1 | 1–2 | 1–0 | 4–2 | 0–0 |     | 2–2 | 4–1 | 1–0 | 2–0 | 1–1 |
| Pamir Dushanbe        | 2–1 | 1–1 | 2–2 | 0–0 | 2–1 | 2–1 | 2–1 | 0–0 | 2–2 | 3–0 | 0–1 |     | 0–0 | 2–2 | 2–0 | 0–0 |
| Xakhtar Donetsk       | 2–0 | 2–2 | 1–1 | 0–1 | 1–2 | 2–0 | 2–3 | 0–0 | 2–3 | 1–0 | 2–1 | 0–0 |     | 1–1 | 2–0 | 2–2 |
| Spartak Moscou        | 3–2 | 1–1 | 2–0 | 1–0 | 0–2 | 4–0 | 7–1 | 1–1 | 2–0 | 2–1 | 4–0 | 1–0 | 3–1 |     | 2–1 | 1–2 |
| Spartak Vladikavkaz   | 2–0 | 1–2 | 1–1 | 1–1 | 1–1 | 0–2 | 1–2 | 2–2 | 1–0 | 2–1 | 2–0 | 2–0 | 1–1 | 3–3 |     | 1–0 |
| Torpedo Moscou        | 2–0 | 0–0 | 1–2 | 1–0 | 1–0 | 0–1 | 0–2 | 5–0 | 2–0 | 0–0 | 1–0 | 1–0 | 2–0 | 1–2 | 1–1 |     |

## Màxims golejadors
18 gols
- Igor Kolyvanov (Dinamo Moscou)

14 gols
- Oleg Salenko (Dinamo Kyiv)
- Igor Shkvyrin (Pakhtakor)

13 gols
- Aleksandr Mostovoi (Spartak Moscou)
- Dmitri Radchenko (Spartak Moscou)
- Nazim Suleymanov (Spartak Vladikavkaz)

12 gols
- Dmitri Kuznetsov (CSKA Moscou)

10 gols
- Igor Korneev (CSKA Moscou)
- Andrei Piatnitski (Pakhtakor)

9 gols
- Andrei Kobelev (Dinamo Moscou)
- Viktor Leonenko (Dinamo Moscou)
- Oleg Sergeyev (CSKA Moscou)
- Valeri Velichko (Dinamo Minsk)